# Джоді Кемпбелл
Джоді Кемпбелл (англ. Jody Campbell, 4 березня 1960) — американський ватерполіст.
Срібний призер Олімпійських Ігор 1984, 1988 років.